# Шривастава, Адеш
Адеш Шривастава (англ. Aadesh Shrivastava; 4 сентября 1964 — 5 сентября 2015) — индийский композитор и певец, написавший за свою карьеру свыше 100 песен на хинди.

## Биография
Адеш Шривастава родился в Джабалпуре в 1964 году. В 1979 он приехал в Мумбаи и начал работать под началом Салила Чаудхари, О. П. Найяра и Р. Д. Бурмана.
Первая возможность показать себя выпала ему в 1993 году, когда он написал музыку к фильму Kanyadaan. Однако картина не смогла выйти в прокат и саундтрек к ней остался незамеченным.
В следующие годы он написал музыку для песен для фильмов: «И в печали, и в радости» (2001), «Дорогами любви» (2003), «Любовь и предательство» (2003), «Папа» (2006), «Политики» (2010) и других.
Первый из них принёс ему номинацию на Filmfare Award за лучшую музыку.
В том же году Адеш выиграл IIFA Award за лучшую фоновую музыку в фильме «Отвергнутые».
В 2005 и 2009 он был судьёй на шоу талантов Sa Re Ga Ma Pa Challenge, а в 2006 снял короткометражный фильм о детской проституции Sanaa.
Как композитор и певец он сотрудничал с такими международно известными исполнителями как T-Pain, Soulja Boy, Эйкон, Вайклеф Жан, Нора Джонс, Куин Латифа и Шакира.
С 1990 года Адеш был женат на бывшей актрисе Виджаяте Пандит, сестре композиторов Джатина и Лалита Пандитов и певицы Сулакшаны Пандит. У супругов было двое сыновей: Авитеш (род. 1996) и Анивеш (род. 1999).
В 2010—2011 годах у Адеша диагностировали рак, но лечение прошло успешно. Однако в 2015 году он вновь был госпитализирован и, проведя в Kokilaben Dhirubhai Ambani Hospital 40 дней, скончался 5 сентября в 12:30, на следующий день после своего 51-летия.